# Wysiedlenie Polaków ze Lwowa

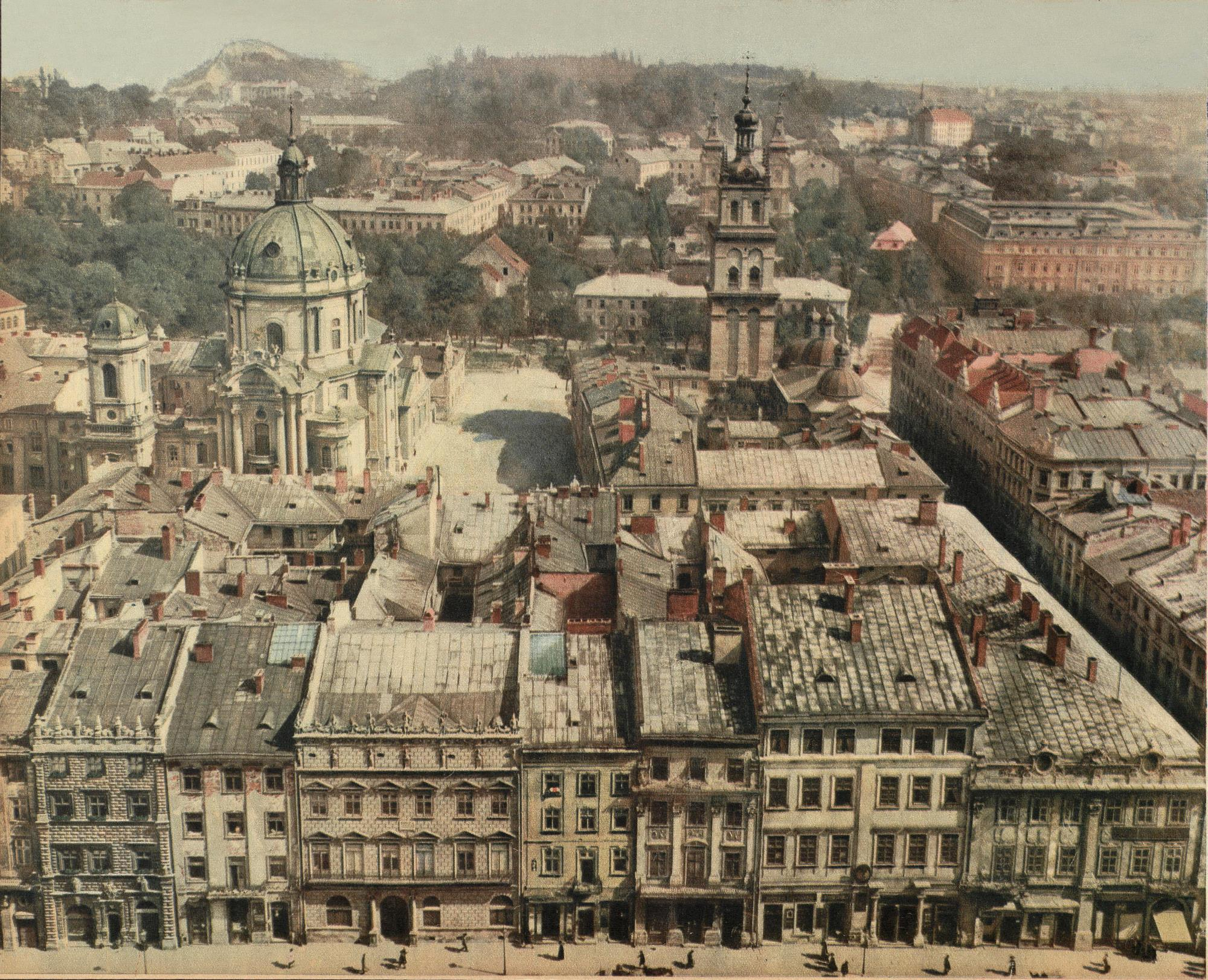
Lwów przed II wojną światową

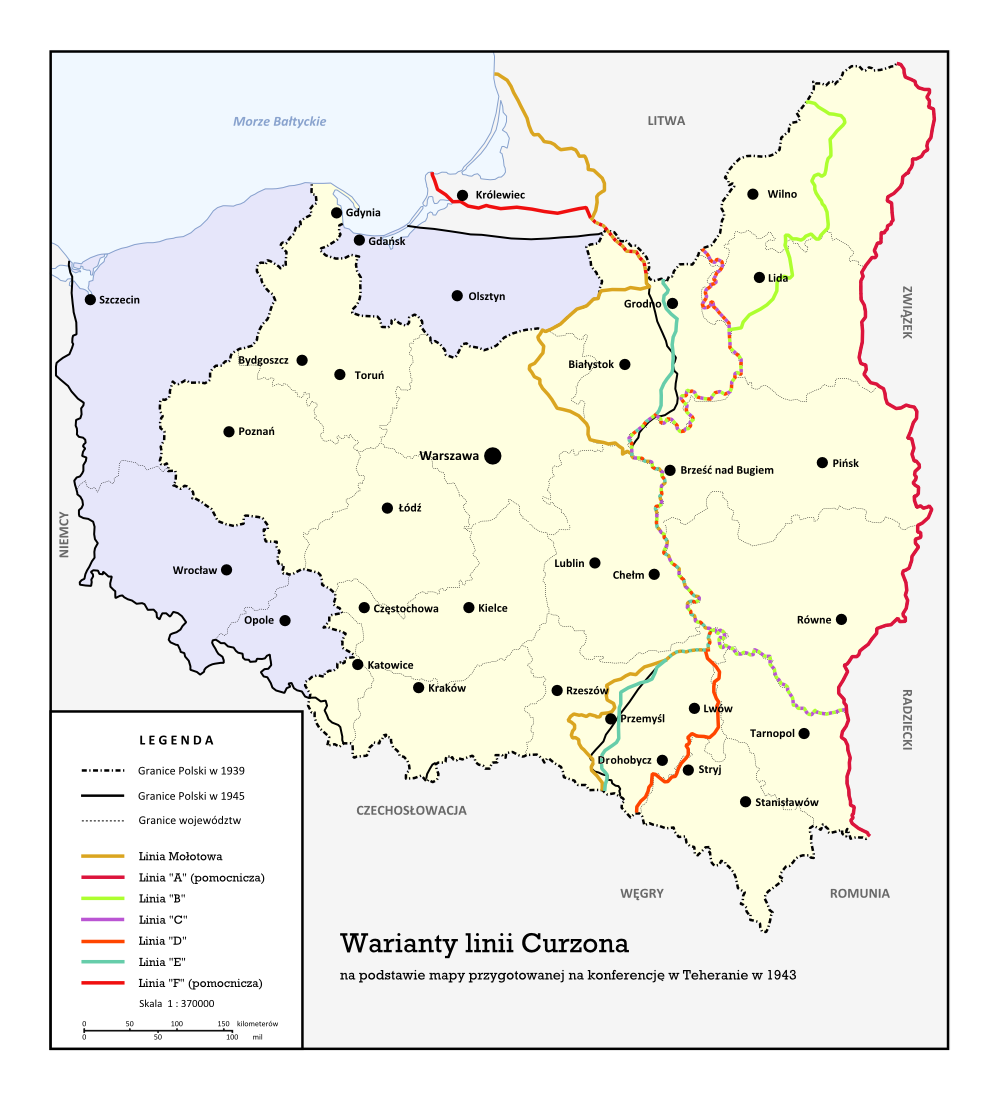
Warianty linii Curzona (1943)

Wysiedlenie Polaków ze Lwowa – największa (obok wileńskiej) miejska operacja przesiedleńcza dokonana na terenie dawnych województw wschodnich II Rzeczypospolitej w latach 1944–1946 w ramach przymusowych przesiedleń ludności na obszar Polski pojałtańskiej.

## Preludium
W dniach 22-27 lipca 1944 Armia Czerwona wraz ze współdziałającą w ramach akcji „Burza” Armią Krajową zdobyły Lwów i wyparły wojska niemieckie. Pomoc AK w wyzwoleniu miasta była o tyle istotna, że umożliwiła wyparcie oddziałów niemieckich bez zniszczenia Lwowa. Status prawny miasta, jego przynależność państwowa była wówczas nierozstrzygnięta, pomimo że Stalin zawarł w tym samym czasie umowę o granicach z przedstawicielami nieuznawanego międzynarodowo, marionetkowego Polskiego Komitetu Wyzwolenia Narodowego, który uznał Linię Curzona za granicę polsko-radziecką. Na forum międzynarodowym umowa ta była jednak bez znaczenia, ponieważ jedynym uznawanym tam polskim rządem był rząd RP na uchodźstwie, który odmawiał zgody na zmianę granicy z ZSRR ustalonej traktatem ryskim (cesje terytorialne terytorium RP na rzecz ZSRR) w czasie trwania działań wojennych i bez jednoznacznego ekwiwalentu terytorialnego dla Polski.
Bezzwłocznie po zajęciu Lwowa przez Armię Czerwoną NKWD i Smiersz rozpoczęły aresztowania dowództwa i żołnierzy Armii Krajowej, polskich działaczy podziemia, uczonych oraz instalowanie radzieckiej administracji. W mieście działało nadal polskie podziemie, najpierw jako AK, potem do końca 1945 roku jako organizacja „Nie”, posiadająca oprócz komendy we Lwowie (cztery dzielnice oraz dwa inspektoraty) swoje oddzielne komórki w Tarnopolu i Stanisławowie. W styczniu i lutym w okręgu tarnopolskim „Nie” organizowano samoobronę przeciwko oddziałom UPA prowadzącym czystki etniczne wobec ludności polskiej. Działało tajne i półoficjalne polskie nauczanie na Uniwersytecie Jana Kazimierza oraz Politechnice Lwowskiej. Realizowały wciąż swą misję jawne struktury arcybiskupstwa lwowskiego Kościoła katolickiego. W dniach 17-21 stycznia 1945 władze radzieckie zorganizowały pokazowy proces przedstawicieli lwowskiej Delegatury Rządu RP na Kraj.

## Ucieczka ludności z miasta przed ukraińskimi czystkami etnicznymi oraz nadchodzącym frontem sowieckim
W latach 1942–1944, które bezpośrednio poprzedzały nadejście Armii Czerwonej, Wołyń i Małopolska Wschodnia stały się obszarem, gdzie dokonywały się brutalne czystki etniczne, realizowane przez ukraińskie organizacje nacjonalistyczne i wspomagającą je miejscową ludność ukraińską. W okolicach Lwowa terrorystyczne działania ukraińskie rozpoczęły się w styczniu 1944 roku, a ofiarą tych czystek padło w najbliższej okolicy miasta 5000 osób. Atmosfera zagrożenia była obecna wśród polskiej ludności miejskiej i skłaniała wiele osób do ucieczki w centralne regiony Polski.
Wzrost liczby wyjazdów ze Lwowa zaznaczył się również w okresie poprzedzającym nadejście radzieckiego frontu w lipcu 1944 roku. Obawiano się stalinowskiego terroru znanego z lat 1939–1941 oraz wywłaszczeń i wywózek na wschód. Ocenia się, że do czerwca 1944 opuściło Lwów około 45 tysięcy osób, które już nigdy nie powróciły do miasta. Nie wiadomo, jaka liczba osób uchodzących z miasta była rodowitymi lwowianami, a ilu spośród wyjeżdżających jedynie czasowo zamieszkiwało miasto. Wiadomo, że jeszcze przed nadejściem frontu radzieckiego we Lwowie przed UPA schroniło się 15 000 osób z ziemi przemyskiej. Wiele z nich wyjechało następnie na zachód w obawie, by i w mieście nie dosięgły ich prześladowania ukraińskie.

## Próba dyplomatycznych walk o Lwów
Dyplomacja brytyjska w negocjacjach ze stroną radziecką w latach 1943–1944 próbowała przeprowadzić wariant granicy ze Lwowem po stronie polskiej (patrz „linia Curzona”). Zaniechała tych prób po fiasku negocjacji polsko-radzieckich w Moskwie, które toczyły się w dwóch turach w sierpniu i październiku 1944 roku.
Główni przedstawiciele strony polskiej Stanisław Mikołajczyk i Stanisław Grabski usiłowali przekonać Stalina do pozostawienia Lwowa przy Polsce. Próby te spełzły na niczym, a przywódca radziecki dał do zrozumienia, że od jego woli zależą nie tylko kwestie graniczne, ale również sama niepodległość państwa polskiego. Wsparcie brytyjskie słabło, a pod koniec negocjacji Brytyjczycy skłaniali się ku racjom strony radzieckiej w sporze o Lwów. W czasie sierpniowych rokowań moskiewskich (3-8 sierpnia 1944 roku) Stanisław Grabski zaapelował do Stalina: Gdyby Polska wyszła z wojny z pomniejszonym terytorium, to naród polski nie mógłby tego nie odczuć jako ciężkiej krzywdy. (...)..Szczególnie serdecznie upominam się o Lwów. Stalin zasłonił się wtedy koniecznością obrony interesów ukraińskich. Na stwierdzenie Mikołajczyka, że Lwów nigdy nie był rosyjski (z wyjątkiem okupacji w latach 1914–1915), przywódca radziecki odparł, że owszem Lwów nigdy rosyjski nie był, ale Warszawa była. Odpowiedź Stalina zmierzała w kierunku uświadomienia stronie polskiej, że waży się sprawa odrębnego bytu państwowego oraz suwerenności Polski, wobec czego dziwi go uporczywe targowanie się o sporne terytoria.
Do najbardziej dramatycznych prób ocalenia Lwowa dla Polski doszło podczas rokowań październikowych w Moskwie, w dniach 12-20 października 1944 roku. Polską delegację (w składzie: Stanisław Mikołajczyk, Stanisław Grabski, Tadeusz Romer) poddano brutalnemu naciskowi, by bez żadnych warunków zgodziła się na linię Curzona jako wschodnią granicę Polski. Mikołajczyk oparł się presji, wypowiadając słowa: jeśli przyjmiemy linię Curzona, to stracimy cały autorytet w Polsce. Mikołajczyk nie chciał brać na siebie całej odpowiedzialności za zrzeczenie się połowy polskiego terytorium ze Lwowem i Wilnem. Uważał, że bez mandatu udzielonego przez cały naród nie może powziąć takiej decyzji. Grabski próbował perswazji wobec Stalina: polska opinia publiczna nigdy nie pogodzi się z utratą Lwowa na rzecz Rosji.
Polscy przedstawiciele próbowali odwlec ostateczną decyzję w sprawie granic do końca wojny i zgadzali się na zaproponowaną przez Churchilla wersję układu polsko-radzieckiego, traktującego linię Curzona jako granicę tymczasową, która ulegnie zmianom po zakończeniu działań militarnych. Strona radziecka stanowczo odrzuciła taką możliwość, domagając się uznania tej linii za granicę ostateczną.
W dniu 15 października 1944 Stanisław Grabski próbował po raz ostatni w czasie rozmowy z Mołotowem, którego uważał za „główną zaporę w każdej próbie posuwania naszej granicy wschodniej”, wytargować Lwów dla Polski. Pomiędzy oboma ministrami doszło wówczas do znamiennej wymiany zdań. Poirytowany nieprzejednanym stanowiskiem Mołotowa Grabski miał powiedzieć: Widzę, że pan Minister Mołotow stoi na stanowisku słuszności dawnych zaborów ziem polskich dokonywanych przez rządy carskie. Mołotow odparł na to: To nieprawda! Przecież ja nie żądam Warszawy.
Pod koniec rokowań moskiewskich w październiku 1944 roku Stalin jeszcze raz zręcznie zagrał lwowską kartą, dając do zrozumienia Stanisławowi Grabskiemu, że jest gotów wrócić do sprawy tego miasta po zrekonstruowaniu istniejącego wówczas czy też po utworzeniu nowego rządu polskiego . Sprowadzało się to do uznania PKWN i komunistów za kontrahentów politycznych i wprowadzenia ich do legalnych władz RP. Niewiele nowego wniosła czerwcowa (1944 rok) podróż Mikołajczyka do USA i uzyskane od amerykańskiego prezydenta zapewnienie o poparciu jego administracji dla pozostawienia Lwowa i zagłębia naftowego przy Polsce.
Po dymisji Mikołajczyka w listopadzie 1944 roku nowy rząd Tomasza Arciszewskiego z wielką determinacją zadeklarował obronę polskich terytoriów wschodnich.
W tym oporze podtrzymywała go administracja amerykańska, wysyłając sygnały, że zamierza wywrzeć pewną niewielką presję na stronę radziecką w sprawie korzystniejszych dla Polski rozwiązań na wschodzie, jednak było to tylko posunięcie obliczone na pozyskanie polskich głosów w zbliżających się wyborach prezydenckich w USA. Podbudowany tym premier Arciszewski udzielił 16 grudnia 1944 roku wywiadu, w którym stwierdził, że dążenia polskie na zachodzie nie obejmują Wrocławia ani Szczecina, a jedynie obszary zagrabione przez III Rzeszę w trakcie wojny. Minimalizm na zachodzie miał spowodować większą determinację aliantów w rokowaniach o polską granicę wschodnią.

## Sprawa miasta po drugiej stronie barykady
W tworzących się elitach nowej władzy (PKWN oraz KRN) niewielu znalazło się oponentów, którzy byliby skłonni spierać się ze Stalinem o losy tego miasta. Bolesław Bierut, Władysław Gomułka i Wanda Wasilewska opowiadali się kategorycznie za wcieleniem Lwowa do ZSRR. Taka postawa strony komunistycznej została dobitnie zaakcentowana przez Bieruta w roku 1944 podczas rozmów moskiewskich oraz przez Gomułkę po ogłoszeniu uchwał jałtańskich. Wprawdzie latem 1944 Bierut miał powiedzieć, że o Lwów będziemy się jeszcze spierać z ZSRR, był to jednakże zabieg socjotechniczny strony komunistycznej mający zjednać jej nowych zwolenników. Podczas późniejszych rozmów w Moskwie w październiku 1944 roku Bierut miał w obecności Churchilla stwierdzić: Domagamy się w imieniu narodu polskiego wcielenia Lwowa do ZSRR. Kwestia ta została wypowiedziana przez niego w tonie tak służalczym, że wywołała konsternację i zażenowanie nie tylko brytyjskiego premiera, ale i obecnych przy rozmowie notabli sowieckich. Samego Stalina wprawiła natomiast w stan żartobliwego usatysfakcjonowania skutecznością własnej polityki.
Komuniści polscy byli wówczas wierni koncepcji Lwowa jako stolicy Zachodniej Ukrainy i Wilna jako stolicy Zachodniej Białorusi, która została sformułowana na lwowskim Zjeździe Pracowników Kultury już w roku 1936.
W latach 1943–1944 próbował zmienić radzieckie stanowisko w kwestii wschodnich granic Polski pułkownik Zygmunt Berling. Związane było to z nastrojami w wojsku formowanym w ZSRR i złożonym głównie z mieszkańców województw wschodnich II RP. Jak mówił sam pułkownik Berling: polskie Wilno i polski Lwów stanowią dla nich (tzn. żołnierzy) kamień węgielny zaufania i szczerości wzajemnych stosunków między nami a Związkiem Radzieckim. Jego kilkakrotne próby nawiązania rozmów ze Stalinem w celu zmiany radzieckiej koncepcji granic na korzystniejsze dla Polski, a także propozycje ustalenia granicy tymczasowej w celu przeprowadzenia plebiscytów na spornych terytoriach po zakończeniu wojny, zakończyły się fiaskiem. Podnoszone przez Berlinga wobec władz sowieckich polskie prawa do Lwowa były kwestionowane przez Wandę Wasilewską – jedną z głównych przeciwniczek pozostawienia miasta przy Polsce.
Nieco większe rozterki i wątpliwości przejawiali w tym względzie również lewicowi socjaliści sprzymierzeni z komunistyczną PPR oraz ludowcy z lewicującego Stronnictwa Ludowego. Na wymienienie zasługuje Oskar Lange – socjalista oraz ekonomista, skłonny do współpracy ze Stalinem. Lange stał na stanowisku, że: ... rząd radziecki powinien uznać istnienie starych ośrodków kultury polskiej (takich jak np. Lwów), które choć usytuowane na etnograficznym terytorium ukraińskim lub białoruskim, ukształtowały się jako integralna część polskiego życia narodowego tak, że nie mogą być odłączone od Polski bez silnego negatywnego wpływu dla przyjaznych relacji między narodem polskim i radzieckim. Dla Ukraińców i Białorusinów te ośrodki znaczą bardzo mało, ich rzeczywiste ośrodki kulturalne są w takich miastach jak Kijów, Charków, Mińsk i inne. Oskar Lange sądził, że pozostawiając te ośrodki Polsce, oddzielono by od Związku Radzieckiego stosunkowo małą liczbę Ukraińców i Białorusinów, którzy mieliby zapewnioną przez demokratyczną Polskę pełną wolność narodową . W okresie późniejszym Lange zmienił swój pogląd na przyszły los polskich ośrodków kulturalnych na wschodzie, zarysowując alternatywę – proponował albo ich włączenie do Polski, albo nadanie im specjalnego statusu w ramach radzieckich republik ukraińskiej, białoruskiej i litewskiej. Program stworzenia we Lwowie polskiego terytorium autonomicznego nie był nowy i narodził się wśród polskich komunistów już po klęsce 1939 roku. Po raz pierwszy wystąpiła z nim jesienią 1939 roku działaczka komunistyczna Halina Górska, uzyskując poparcie Alfreda Lampego.
Pomysły te już wówczas spotkały się z chłodnym przyjęciem władz radzieckich. W dniach 17-29 maja 1944 roku Lange odbywał podróż do ZSRR, gdzie konferował ze Stalinem na temat granic powojennych Polski. Wobec Stalina wyraził wolę pozostawienia Lwowa Polsce. Stalin zaakcentował, że musi bronić interesów ukraińskich w tym względzie. Wtedy Lange powiedział: ... dla Ukraińców Lwów znaczy mniej niż dla Polaków. Ukraińcy mają inne ważne ośrodki kulturalne, a Lwów był w każdym razie poza Ukraińską Republiką Radziecką. Poza tym Ukraińców jest prawie dwukrotnie więcej niż Polaków, w konsekwencji mogą oni łatwiej znieść stratę terytorialną. W Polsce było pięć centrów kulturalnych: Warszawa, Kraków, Poznań, Lwów i Wilno. Utrata dwóch z nich byłaby bardzo ciężka, a uzyskanie niemieckich miast bez polskiego dziedzictwa kulturalnego nie może być uważane za wyrównanie utraty starych historycznych polskich ośrodków kulturalnych. Jeśli Polska musiałaby oddać Lwów, to byłoby to stałym źródłem antysowieckiej urazy i agitacji. To może być najniebezpieczniejsze dla przyszłych stosunków polsko-sowieckich. Stalin w odpowiedzi na to stwierdził, że sprawa ta wymaga dalszego zbadania. Lange po wizycie w ZSRR udał się do USA, gdzie 13 czerwca 1944 roku spotkał się z premierem Stanisławem Mikołajczykiem. W rozmowie tej poruszył problem Lwowa. Zreferował Mikołajczykowi nastroje panujące wśród żołnierzy armii Berlinga nieprzychylne polskim komunistom dążącym do wcielenia miasta do ZSRR.
Pewną presję na Stalina w sprawie Lwowa próbowali wywrzeć w lipcu 1944 roku delegaci strony polskiej, którzy przybyli z ramienia PKWN na Kreml, aby uzgodnić ostateczną wersję manifestu oraz definitywnie zamknąć kwestię granic wschodnich Polski. Andrzej Witos (SL), Stanisław Kotek-Agroszewski (SL), Bolesław Drobner (dawna PPS) oraz Edward Osóbka-Morawski (RPPS) zamierzali  wystąpić o korektę linii Curzona, która uwzględniałaby prawo Polski do Puszczy Białowieskiej i ewentualne przyłączenie Lwowa i Zagłębia Naftowego do Polski. Podczas rokowań ze Stalinem udało się wynegocjować połowę Puszczy Białowieskiej, rejony Suwałk i Augustowa, jednak w sprawie Lwowa strona radziecka nie ustąpiła ani na krok. Stanowisko radzieckie w sprawie Małopolski Wschodniej było do tego stopnia usztywnione, że Stalin nie zamierzał ustąpić Polsce nawet Chyrowa, mimo iż sfałszowana linia Namiera z 11 lipca 1920 roku pozostawiała miasto po stronie polskiej. Jak pisze w swoich pamiętnikach Andrzej Witos:  Wspólnie z Drobnerem, który w tych targach od czasu do czasu próbował mi pomagać, wysunęliśmy sprawę Lwowa, motywując to długoletnią polską kulturą, większością polskiej ludności. Odpowiedź radzieckiego dyktatora brzmiała: Lwów należy się Ukraińcom, chyba że chcecie wojny z Ukrainą, bo ja o Lwów wojny nie będę prowadził.
W trakcie rokowań strona radziecka dawała do zrozumienia Polakom, że jest w stanie w każdej chwili wysunąć pretensje do bardziej na zachód położonych terenów o czym świadczy passus Stalina:  O co tam jeszcze idzie? Czy Chełmszczyzna ma do nich należeć, czy do nas? Rokowania w sprawie Lwowa rozpoczął przywódca ZSRR od manifestacyjnych rozważań na temat przyszłości Przemyśla, co miało zdezorientować polską delegację już na wstępie wzajemnych negocjacji.

## Zmiana stosunków narodowościowych w mieście
Obiecując Grabskiemu „powrót do dyskusji o Lwowie” po powołaniu nowego rządu polskiego z udziałem komunistów Stalin wprowadzał polską delegację w błąd. Niemal równocześnie prowadząc rokowania z Polakami, Rosjanie zainicjowali wielką akcję odwrócenia stosunków narodowościowych w mieście. Za pomocą specjalnie organizowanych transportów kolejowych i samochodowych do Lwowa ściągano dziesiątki tysięcy ludzi z głębi Rosji i Ukrainy, aby następnie rejestrować ich jako mieszkańców miasta. Według nie do końca wiarygodnego zestawienia władz sowieckich w dniu 1 października 1944 r. we Lwowie mieszkały 154 284 osoby, z czego 102 983 Polaków, co stanowiło 66,7% ogółu mieszkańców oraz
40 743 Ukraińców, czyli 26,4% ogółu.
Zaledwie miesiąc później tzn. 1 listopada 1944 Lwów liczył już 244 285 mieszkańców, w tym 112 413 Polaków, czyli 46% ogółu. Liczba Ukraińców i Rosjan wzrosła w tym czasie o około 80 tysięcy.
W ten sposób strona sowiecka wytrącała z polskich rąk jedyny atut i argument, który mógł zaważyć na konferencji w Jałcie – argument stosunków narodowościowych w mieście.
1 i 2 listopada 1944 roku na Cmentarzu Łyczakowskim we Lwowie miały miejsce obchody Wszystkich Świętych i Dnia Zadusznego, które przerodziły się w wielką manifestację patriotyczną i według szacunków radzieckich zgromadziły około 6 tysięcy uczestników. Zebrani śpiewali hymn Polski i inne pieśni patriotyczne oraz wznosili okrzyki: „Niech żyje Polska!”, „Niech żyje Armia Krajowa!”, „Śmierć bolszewikom!” itp. Na terenie nekropolii pojawiły się wypisane hasła: „Nie oddamy Lwowa Z.S.R.R.!”, „Chwała bojownikom za polski Lwów!” oraz mapa Polski w granicach sprzed 1939 r. z podpisem: „Co wróg zabrał siłą – szablą odbierzemy!”.

## Aresztowania Polaków w styczniu 1945
W dniach 2-4 stycznia 1945 miały miejsce masowe aresztowania Polaków zamieszkałych we Lwowie (patrz wspomnienia Marii Kulczyńskiej Lwów-Donbas 1945 – link zewnętrzny). Objęły one według szacunków AK około 17 tys. osób, w tym 31 pracowników naukowych Uniwersytetu i Politechniki. Część aresztowanych po kilkudniowym śledztwie została zwolniona, jednak większość deportowano w głąb Związku Radzieckiego. Zostali wówczas aresztowani następujący profesorowie Politechniki Lwowskiej: Włodzimierz Burzyński, Edward Sucharda, Marian Janusz, Ewa Pilatowa, których po pewnym czasie zwolniono z więzienia we Lwowie. Innych aresztowanych kilkunastu polskich profesorów przewieziono do łagru Krasnodon (m.in.: Juliusz Makarewicz, Tadeusz Kuczyński, Stanisław Fryze, Witold Minkiewicz, Emil Łazoryk, Kazimierz Przybyłowski, Edwin Płażek, Aleksander Kozikowski. Skazani na 5, 10, lub 15 lat, zostali oni skierowani do ciężkiej fizycznej pracy przy wyrębie lasów lub w kopalniach antracytu w Zagłębiu Donieckim. Dwóch profesorów nie przeżyło tych ciężkich warunków (Tadeusz Kuczyński i Emil Łazoryk), pozostałych zwolniono po ok. 6 miesiącach.

## Konferencja w Jałcie i bierny opór przeciw przymusowym przesiedleniom
W dniu 10 lutego 1945 roku zakończyła się konferencja w Jałcie. Oznaczała ona fiasko polskich i alianckich prób ratowania Lwowa jako miasta polskiego. Sprawa została przegrana definitywnie (patrz: linia Curzona). W mieście przez dłuższy czas nie ogłaszano jej postanowień. Związane to było z faktem, że mieszkańców w ówczesnych realiach nie można było przesiedlić, gdyż granica zachodnia Polski nie była wciąż wyznaczona, a tereny które miały Polsce przypaść były wciąż bronione przez armie niemieckie.
Do akcji przesiedleńczej przystąpiono w maju 1945 roku. W mieście rozpoczęła działalność Polska Komisja Ewakuacyjna, której zadaniem było wydawanie we współpracy z władzami sowieckimi kart ewakuacyjnych, rejestracja przesiedleńców i ich mienia, które podlegało ewakuacji. Mieszkańcy miasta stawili jednak bierny opór przymusowemu przesiedleniu. Nie zgłaszali się do rejestracji i nie pobierali kart ewakuacyjnych. W tym oporze umacniała ich postawa Kościoła, a zwłaszcza niezłomny przykład ówczesnego metropolity lwowskiego Eugeniusza Baziaka.
Ten swoisty bojkot wywózek na zachód utrzymywał się mimo coraz brutalniejszych nacisków sowieckich i napływu nowej ludności ze wschodu. Wśród lwowian ciągle panowało przekonanie, że czas radzieckiej władzy „da się jakoś przeczekać”. Jednak uznanie przez USA i Wielką Brytanię w dniu 28 czerwca 1945 roku Tymczasowego Rządu Jedności Narodowej oraz cofnięcie 5 lipca 1945 roku uznania rządowi RP w Londynie przypieczętowało w sensie prawnym decyzje jałtańskie.

## Misje Stanisława Grabskiego
Brak postępów w ewakuacji polskiej ludności ze Lwowa zaniepokoił komunistyczne władze polskie oraz władze radzieckie. Aby skłonić mieszkańców miasta do wyjazdu, wysłano z trudną misją Stanisława Grabskiego. W dniach 25-30 sierpnia 1945 roku przebywał on we Lwowie, tocząc rozmowy z radzieckimi notablami, polskim środowiskiem akademickim i mieszkańcami.
W swych przemówieniach wykazał, że sprawa granic została przesądzona, a zachodni alianci zgodzili się na żądania Stalina ze względu na jego wkład w zwycięstwo nad nazizmem. Zaakcentował, że trzeba uratować potencjał ludzki i umysłowy Lwowa dla Polski. Pewien oddźwięk znalazła wśród mieszkańców przepowiednia Grabskiego, że miasto do Polski powróci, gdyż tego wymagają prawa geopolityki. Powołał się na opinię geografa i geopolityka Eugeniusza Romera o geopolitycznym ciążeniu terenów nad górnym Bugiem i Dniestrem ku Polsce, a nie w stronę Kijowa.
Po powrocie do Polski przedstawił Grabski 4 września 1945 roku plan ewakuacji polskiej ludności.
We wrześniu 1945 po raz drugi udał się z misją do Lwowa. Ta druga misja oprócz przyspieszenia przesiedleń miała na celu wytargowanie od Rosjan polskich dóbr kulturalnych zmagazynowanych w mieście m.in. w Ossolineum, w muzeach sztuki, w archiwach i bibliotekach. Udało się wynegocjować jedynie niewielką część polskiej spuścizny kulturalnej. Władze sowieckie prawem zwycięzcy przywłaszczyły sobie m.in. około dwóch tysięcy obrazów malarstwa polskiego pozostających we Lwowie do XXI w., kolekcję kilkuset obrazów malarstwa europejskiego, setki manuskryptów, ksiąg i egzemplarzy polskiej prasy z XIX i XX wieku. W ten sposób na nowo uformowane po II wojnie światowej państwo polskie zostało pozbawione około 30%-45% spuścizny kulturalnej zgromadzonej w postaci obrazów i zbiorów bibliotecznych.
W dniu 11 października 1945 bawił Grabski we Lwowie po raz trzeci. W rozmowach ze stroną radziecką próbował wtedy odroczyć akcję przesiedleńczą do wiosny 1946 roku, wiążąc z tym jakieś nieokreślone nadzieje na „częściowe uratowanie polskości miasta”. Jego ostatnia misja miała zaowocować utworzeniem komitetu pomocy społecznej Polakom przesiedlanym do Polski.

## Ewakuacja polskich instytucji oświatowych ze Lwowa
Po wyjeździe Grabskiego jedynymi instytucjami wspierającymi moralnie polską ludność miasta w oporze przed wysiedleniem były polskie środowisko uniwersyteckie, politechniczne oraz arcybiskupstwo lwowskie. Wkrótce jednak polskie instytucje naukowe musiały ustąpić i poddać się przymusowym przesiedleniom. Uczeni polscy opuszczali Lwów stopniowo. Umowa między Polską a ZSRR stanowiła, że mogą oni zabrać swój warsztat pracy, czyli prywatne książki, aparaturę, jednak w rzeczywistości – z powodu trudności transportowych, a także niechęci urzędników sowieckich, było to bardzo trudne. Natomiast wywóz zbiorów uniwersyteckich i zasobów materialnych był w ogóle niemożliwy. Na przełomie maja i czerwca 1945 roku ewakuowała się pierwsza grupa uczonych Politechniki Lwowskiej oraz Uniwersytetu Jana Kazimierza pod przewodnictwem profesora Edwarda Geislera.
- Transport oznaczony jako GRUPA I jechał do Krakowa, Gliwic i Gdańska, gdzie odłączano kolejne wagony z uczonymi[6].
- Po wizycie Grabskiego 31 października 1945 roku ruszył transport oznaczony jako GRUPA IIa pod kierownictwem profesora Roberta Szewalskiego. Liczył on 85 wagonów. Grupy uczonych zostały kolejno rozmieszczone w Krakowie, Gliwicach, Wrocławiu, Gdańsku, Poznaniu i Łodzi[6].
- Grupa IIb pod kierownictwem Włodzimierza Kuryłowicza i profesora Zygmunta Czernego opuściła Lwów 6-7 listopada 1945 roku[6].
- Ostatnia Grupa III została skompletowana z pomocą profesora Roberta Szewalskiego, który w styczniu 1946 powrócił w tym celu do Lwowa. Objęła ona naukowców zwolnionych z Donbasu, więzień i łagrów. Była kierowana przez profesora Włodzimierza Burzyńskiego i opuściła miasto w czerwcu 1946 roku. Uczeni z tego transportu zostali rozmieszczeni w Krakowie i Gliwicach[6].

## Złamanie oporu arcybiskupa lwowskiego
Główną ostoją biernego oporu mieszkańców Lwowa przed wysiedleniem pozostawał w pierwszych miesiącach 1946 roku arcybiskup lwowski Eugeniusz Baziak. Silnie związany z miastem metropolita (sprawował tę funkcję od listopada 1944 roku) stawiał do kwietnia 1946 roku opór zarówno sowieckim szykanom, jak i perswazjom Stanisława Grabskiego i długo nie dawał się złamać w obliczu coraz bardziej dramatycznej sytuacji ludności polskiej w mieście.
Dopiero w momencie, gdy sytuacja w mieście stawała się beznadziejna, a władze radzieckie groziły polskim mieszkańcom deportacją do Kazachstanu i Donbasu, arcybiskup zdecydował się przenieść stolicę metropolii biskupiej do Lubaczowa na obszar Polski.
Data tego wydarzenia 26 kwietnia 1946 roku jest pewnym momentem zwrotnym, jeśli chodzi o postępy wymiany ludności Lwowa. Mieszkańcy stracili ostatnią moralną podporę przed wysiedleniem.

## Przebieg i efekty tzw. „akcji repatriacyjnej”
Polska Komisja Ewakuacyjna od maja 1945 roku do 15 czerwca 1946 wydawała w porozumieniu z władzami sowieckimi karty ewakuacyjne, ewidencjonowała wyjeżdżających oraz ich mienie, rejestrowała liczbę polskich mieszkańców przeznaczonych do przesiedlenia. Ludność przesiedlaną ładowano wraz z ich ściśle ograniczonym mieniem, które władze radzieckie pozwoliły zabrać do 34 osobowych wagonów. Tak uformowane transporty kierowano w trzech kierunkach:
- południowym (Kraków, Bytom, Gliwice, Opole, Wrocław, Kłodzko),
- środkowym (przez centrum kraju w kierunku na Szczecin),
- północnym (Pomorze, Mazury)

Chodziło o maksymalne rozproszenie lwowian, którzy byli postrzegani przez komunistyczny rząd jako „element wrogi” po całym obszarze kraju. Ponieważ tzw. umowa repatriacyjna ściśle ograniczała ilość i rodzaj ruchomości, które można było wywieźć, wyjeżdżający poddani zostali rygorowi drobiazgowych kontroli mienia przez organa radzieckie. Zdarzało się, że kontrole te pozbawiały przesiedlanych uwożonego dobytku nawet już na dworcu kolejowym, gdy mienie zostało załadowane do wagonów.
Po 15 czerwca 1946 Polska Komisja Ewakuacyjna zaprzestała wydawania kart ewakuacyjnych. Do 29 listopada 1946 trwała operacja „zamykania akcji przesiedleńczej”. Ograniczano się do egzekwowania wyjazdu od osób, które otrzymały wcześniej kartę i dotąd nie wyjechały oraz rejestrowania wyjeżdżających. W maju i czerwcu 1946 roku terror i nacisk sowiecki na lwowian stał się już nie do zniesienia.
Przymusowo zamykano kościoły i klasztory, brutalnie wymuszano wyjazdy. Zdarzały się mordy na tle politycznym. Na krótko przed swym wyjazdem został zamordowany przez funkcjonariuszy NKWD Janusz Witwicki – architekt i historyk sztuki, twórca Panoramy Plastycznej Dawnego Lwowa. Mieszkańcy trwali w biernym oporze, dekorując kwiatami drzwi zamkniętych świątyń i wznosząc do nich modły jako do ołtarzy. Zrozpaczeni i zdesperowani lwowianie wspólnie zanosili swoje prośby o ocalenie miasta do Boga klęcząc na chodnikach wzdłuż lwowskich ulic. Pomiędzy ludnością polską a nową ludnością napływową coraz częściej dochodziło do groźnych zatargów i napięć, atmosfera w mieście stawała się trudna do zniesienia. Grupy nowych, sprowadzonych ze wschodu mieszkańców miasta na własną rękę, w drodze samosądów wymuszały na polskich mieszkańcach, by ci opróżnili z dawnych lokatorów lwowskie kamienice.
W okresie pierwszej masowej akcji wysiedleńczej, której kulminacja przypadła na drugą połowę 1945 i pierwsze półrocze 1946, z zachodnich terenów Ukraińskiej SRR (przed wojną południowo-wschodnich terenów II RP) przesiedlono od 778 do 792,7 tys. osób, w tym 752,1 tys. Polaków, 30,3 tys. Żydów i 10,3 przede wszystkim Ukraińców (członków rodzin) i Romów. Z byłej Galicji Wschodniej przesiedlonych zostało 652 tys. osób, w tym ok. 618,2 tys. Polaków, 24,5 tys. Żydów i ponad 9,2 tys. Ukraińców, z czego ze Lwowa – 104 446 osób, w tym 98 865 Polaków, 3 349 Żydów i 2 232 innych.
We Lwowie, mimo przymusu wyjazdu, zdecydowało się pozostać ok. 12 tysięcy jego polskich mieszkańców w tym politycy II RP (Maria Jaworska), a także szereg uczonych i profesorów:
- Zofia Albinowska-Minkiewiczowa (1886-1971, malarstwo - artystka malarz, prezes Związku Artystów Polskich we Lwowie),
- prof. Witold Aulich (1889-1948, maszynoznawstwo - profesor Politechniki Lwowskiej),
- prof. Jan Bagieński (1883-1967, architektura - profesor Politechniki Lwowskiej),
- Stanisław Batowski Kaczor (1866-1946, malarstwo - artysta malarz),
- prof. Marceli Chlamtacz (1865-1947, prawo - profesor Uniwersytetu Lwowskiego),
- dr Jerzy Chodorowski (1920-2011, prawo - docent w Instytucie Nauk Ekonomicznych Uniwersytetu Wrocławskiego),
- Wincenty Czernecki (1876-1960, medycyna),
- prof. Przemysław Dąbkowski (1877-1950, prawo - profesor Uniwersytetu Lwowskiego),
- prof. Mieczysław Gębarowicz (1893-1984, historia sztuki - profesor Uniwersytetu Lwowskiego, ostatni polski kierownik słynnego lwowskiego Ossolineum),
- dr Ludwik Grajewski (1900-1987, historia sztuki - muzeolog, pedagog, historyk sztuki, bibliotekarz, pracownik Muzeum Etnografii we Lwowie
- Piotr Hausvater (1894-1966, polonistyka - założyciel Polskiego Teatru Ludowego we Lwowie),
- ks. Serafin Kaszuba (1910-1977, zakonnik, kapucyn),
- prof. Adam Kuryłło (1899-1980, inżynieria - profesor Politechniki Lwowskiej),
- prof. Tadeusz Majerski (1888-1963, muzykologia - profesor konserwatorium Polskiego Towarzystwa Muzycznego we Lwowie)
- prof. Juliusz Makarewicz (1872-1955, prawo - profesor Uniwersytetu Lwowskiego),
- Adam Maksymowicz (1880-1970, matematyka - wykładowca Politechniki Lwowskiej),
- ks. dr Henryk Mosing (1910–1999, medycyna - epidemiolog),
- prof. Wilhelm Mozer (zm. 1958, kolejnictwo - profesor Politechniki Lwowskiej),
- Marian Nikodemowicz (1890-1952, architektura - wykładowca Politechniki Lwowskiej),
- dr Wacław Olszewicz (1888-1974) – historyk i historyk kultury, znawca okresu Oświecenia.
- dr Irena Pelczarska (1911-1990, medycyna, przewodnicząca komitetu Katedry Lwowskiej),
- dr Wilhelm Rappé (1883-1975, prawo - znawca prawa fundacyjnego, urzędnik),
- Artur Rogowski (1936–2018, sport - strzelec sportowy, żołnierz, trener, olimpijczyk),
- prof. Wincenty Skowroński (1888-1972, medycyna - farmakolog, profesor Akademii Medycyny Weterynaryjnej we Lwowie),
- prof. Franciszek Smolka (1883-1947, filozofia - papirolog, bibliotekarz i historyk filozofii),
- prof. Gabriel Michał Sokolnicki (1877-1975, maszyny elektryczne - rektor Politechniki Lwowskiej),
- prof. Adam Sołtys (1890-1968, muzykologia - profesor konserwatorium Polskiego Towarzystwa Muzycznego we Lwowie),
- prof. Tadeusz Szubert (Schubert) (1899-1972, drogi i mosty - wykładowca Politechniki Lwowskiej),
- Janina Szybalska z domu Szymonowicz[13] (1923-2011, medycyna - farmaceutka, bratanica Władysława Szymonowicza – lwowskiego histologa i embriologa, oraz siostra Zbigniewa Szymonowicza – pianisty, laureata 8 nagrody IV Międzynarodowego Konkursu Pianistycznego im. Fryderyka Chopina w Warszawie (1949)),
- Maria Tereszczakówna (1881-1977, działaczka społeczna, zasłużona w ratowaniu szczątków polskich bohaterów w trakcie profanacji i zrównywania z ziemią Cmentarza Obrońców Lwowa w latach 70. XX wieku),
- Irena Trapszo-Chodowiecka (1868-1953, teatr - aktorka),
- prof. Grzegorz Trubicki (leśnictwo - profesor Instytutu Nadleśnictwa),
- ks. ppłk. Zygmunt Truszkowski (1876-1949 we Lwowie – dziekan lwowskich kapelanów wojskowych, proboszcz parafii św. Marii Magdaleny we Lwowie),
- prof. Tadeusz Wilczyński (1888-1981, botanika - profesor Uniwersytetu Lwowskiego),
- Janusz Witwicki (1903-1946, architektura - twórca Panoramy Plastycznej Dawnego Lwowa),

Rocznik statystyczny z 1937 r. szacował liczbę mieszkańców miasta na 317 tys., a w innej tabeli dzielił tę ludność według języka ojczystego. Posługujących się polskim [językiem] było 198 tys., żydowskim i hebrajskim 75 tys., ukraińskim i ruskim 25 tys. Te brakujące 46-56 tysięcy polskich lwowian to grupy ludności, która w 1939 roku odpłynęła na Węgry i do Rumunii, została wywieziona w trakcie sowieckich deportacji 1939–1941, uszła przed frontem w roku 1944, została zamordowana, zmobilizowana do 1. i 2. Armii Wojska Polskiego latem 1944 roku, w tym samym czasie deportowana albo wyjechała dobrowolnie z miasta w latach 1944–1945.
Według danych polskich pełnomocników do spraw ewakuacji ludności polskiej we Lwowie sumarycznie zarejestrowano do ewakuacji 108 523 osoby narodowości polskiej oraz 3691 osób narodowości żydowskiej z tego ewakuowano 98 865 osób narodowości polskiej oraz 3349 osób narodowości żydowskiej.
29 listopada 1946 roku Polska Komisja Ewakuacyjna zamknęła swą działalność, a następnego dnia 30 listopada 1946 opuściła Lwów i terytorium ZSRR.

## W świetle historiografii ukraińskiej
Historiografia ukraińska różni się od historiografii polskiej w ocenie lwowskiej akcji ewakuacyjnej, zwłaszcza jeśli chodzi o liczbę wysiedlonych lwowian. Za punkt wyjścia przyjmuje się tam spis ludności z roku 1931, który wykazał, że w mieście żyło 312 231 mieszkańców, w tym 50,44% Polaków (157 489), 31,9% Żydów (99 602) oraz 15,9% grekokatolików (49 645). Prawosławni i protestanci stanowili wówczas 1,5% ludności miasta (4 683).
Następny spis radziecki z 1 października 1944 roku wykazał w mieście 154 284 mieszkańców, w tym:
- Polaków – 102 983 osoby (66,7%),
- Ukraińców – 40 743 osoby (26,4%),
- Rosjan – 8426 osób (5,5%),
- Żydów – 1689 osób (1,1%).

Kolejny spis z 1 listopada 1944 roku wykazał w mieście 112 413 Polaków, co dawało 46% ludności miasta, które zwiększyło liczbę swych mieszkańców do 244 285 osób.
Według zestawień z sowieckich agend nadzorujących wysiedlenie Polaków ze Lwowa w dniu 30 listopada 1944 przesiedleniu do Polski miało podlegać 84 681 osób. W roku 1945 jako liczbę „kwalifikujących się do przesiedlenia” ze Lwowa podawano liczbę 86 671 osób.
W specjalnym raporcie władz sowieckich z 20 maja 1946 roku podawano ostatecznie, że kwalifikowało się do wyjazdu z miasta 94 743 osoby. Natomiast taką chęć wyraziło znacznie więcej, bo 104 036 osób. Historiografia ukraińska tłumaczy te niezgodności znaczną liczbą nie-Polaków, którzy zdecydowali się na wyjazd ze Lwowa.
Strona ukraińska akcentuje, że początkiem akcji wysiedleńczej była umowa z dnia 9 września 1944 roku między PKWN a USRR o tzw. wymianie ludności między obu stronami układu, która to wymiana miała zostać zapoczątkowana od 15 października 1944 roku. Należy zaznaczyć, że wszystko to działo się jeszcze przed konferencją jałtańską, która miała ostatecznie wyznaczyć wschodnią granicę Polski. Były to więc w świetle prawa międzynarodowego umowy bezprawne, gdyż ani PKWN nie był uznanym przez społeczność międzynarodową rządem polskim, ani linie graniczne nie były oficjalnie wyznaczone. Ukraińscy historycy akcentują opór polski przed wysiedleniem zwłaszcza jesienną (1944 rok) akcję polskich organizacji podziemnych polegającą na kolportażu ulotek z zachęcaniem do oporu przeciw deportacji oraz manifestacyjne, antysowieckie obchody dnia Wszystkich Świętych. Także zaznacza się opór polskich czynników oficjalnych przeciwko przesiedleniom ludności. Akcję mającą zniechęcić Polaków do pospiesznej ewakuacji z miasta prowadził pełnomocnik rządu polskiego w lwowskim rejonie ewakuacyjnym Riger oraz jego urzędnicy. Straszyli oni lwowian, że po wyjeździe będą mieli w Polsce trudne warunki materialno-bytowe. Dnia 10 stycznia 1945 roku przebywał we Lwowie główny pełnomocnik rządu polskiego ds. ewakuacji J. Wolski, który z ogromną rezerwą wyrażał się o sowieckich metodach przesiedleń oraz wydał nakaz wstrzymania wysiedleń wszystkich lwowian, którzy nie mieli rodzin w Polsce. Dosyć niejasne pozostają zamierzenia Stanisława Grabskiego, który 11 października 1945 po raz trzeci przebywał we Lwowie z oficjalnym celem utworzenia komitetu pomocy społecznej Polakom przesiedlanym do Polski. Wtedy usiłował odwlec akcję wysiedleńczą do wiosny 1946 roku. Miało to doprowadzić do „częściowego uratowania polskości miasta”. W kręgach polskich panowało przekonanie o zbliżającym się konflikcie między ZSRR a USA, który miał doprowadzić do unieważnienia uchwał jałtańskich i rewizji nowych granic na spodziewanej kolejnej „konferencji światowej”. Przedstawiciele grupy około 20 tysięcy lwowian (prawdopodobnie silnie zagrożonych sowieckimi represjami) wymogli na Grabskim, aby nie opóźniać wyjazdów tych, którym na tym szczególnie zależało.
Władze radzieckie stosowały różne formy nacisku na Lwów, aby zmusić jego oporną ludność do wyjazdu z miasta. W listopadzie 1944 roku wydano dyrektywę, aby polską ludność Lwowa i Drohobycza w razie oporu stawianego władzom ZSRR wysiedlać na wschodnią Ukrainę. Nikita Chruszczow nakazywał wcielanie ludności polskiej do Armii Czerwonej. W dniach 3-8 stycznia 1945 roku we Lwowie doszło do szeroko zakrojonej akcji aresztowań, w wyniku której uwięziono 17 300 Polaków. W dniach 26-29 kwietnia 1945 roku toczył się we Lwowie proces pokazowy polskich konspiratorów z okolic Tarnopola. Władze ZSRR przeprowadzały rewizję mienia przesiedleńców nierzadko już w wagonach bezpośrednio przed odjazdem, odbierając ludności część uwożonego dobytku. Aby dodatkowo zantagonizować stosunki polsko-ukraińskie wcielano Polaków do tzw. „niszczycielskich batalionów” NKWD, które miały pacyfikować ukraińskie wioski popierające UPA. Władze radzieckie starały się w pierwszej fazie operacji przesiedleńczej zatrzymać w mieście ludzi niezbędnych dla funkcjonowania miasta tzn. wyspecjalizowany personel techniczny i związany z miejską infrastrukturą: maszynistów, mechaników, inżynierów, ślusarzy, kowali, kolejarzy, tokarzy, robotników wyspecjalizowanych itd. Natomiast starano się pozbyć właścicieli kamienic, posesji, sklepów oraz robotników niewykwalifikowanych.
Efekty akcji przesiedleńczej nie prezentują się jasno. Do 12 marca 1945 roku zarejestrowano do wyjazdu 29 919 osób, z których wyjechało zaledwie 7472 osoby. Według spisu z 25 lipca 1945 roku zarejestrowało się łącznie 53 450 osób, a wyjechało 20 558.
Według zaś stanu z 25 października 1945 roku zarejestrowano 76 849 osób, wyjechało 49 812 osób. Ostatni raport pochodzi z 20 maja 1946 roku, gdzie jako liczbę zarejestrowanych od roku 1944 do wyjazdu podaje się 104 036 osób natomiast jako liczbę osób, które wyjechały 62 612 Polaków. Ostateczna liczba przesiedlonych nie jest znana. Historyk ukraiński oszacował ją orientacyjnie na 78 500 osób. Jeśli dodać do tego 12 tysięcy pozostających w mieście w listopadzie 1946 roku oraz niezweryfikowaną liczbę 17 300 Polaków zaaresztowanych w styczniu 1945 roku, a więc nie podlegających przesiedleniom otrzymamy liczbę 107 800 osób zbliżoną do liczby Polaków podanych w sowieckim spisie z 1 listopada 1944 roku. Polskie szacunkowe liczby przesiedlonych ze Lwowa oscylują pomiędzy 100 a 140 tysiącami.